# Coleophora denigrella
Coleophora denigrella é uma espécie de mariposa do gênero Coleophora pertencente à família Coleophoridae.